# Pečera (okres Ťačiv)
Pečera (ukrajinsky Печера, maďarsky Pescsera) je vesnice v obci Nyžnja Apša, v solotvinské venkovské komunitě v tačivském okresu Zakarpatské oblasti Ukrajiny. V roce 2001 zde žilo 104 obyvatel, všichni rumunské národnosti.